# ペトルーシュカ
『ペトルーシュカ』 （露語：Петрушка, 仏語：Pétrouchka）は、ストラヴィンスキーが、1911年にバレエ・リュスのために作曲したバレエ音楽。おがくずの体を持つわら人形の物語で、主人公のパペットは命を吹き込まれて恋を知る。ペトルーシュカ（ピョートルの愛称）は、いわばロシア版のピノキオであり、悲劇的なことに、正真正銘の人間ではないにもかかわらず真の情熱を感じており、そのために（決して実現しないにもかかわらず）人間に憧れている。ペトルーシュカは時おり引き攣ったようにぎこちなく動き、人形の体の中に閉じ込められた苦しみの感情を伝えている。「ペトルウシュカ」とも表記される。

## 作品
ディアギレフのバレエ・リュス（ロシア・バレエ団）のために、1910年から1911年にかけて冬に作曲され、1911年6月13日にパリのシャトレ座で初演された。公演はおおむね成功したが、少なからぬ聴衆は、ドライで痛烈で、時にグロテスクでさえあるこの音楽に面喰らった。ある評論家は、本稽古の後でディアギレフに詰め寄って、「招待されてこんなものを聴かされるとはね」と言ったところ、ディアギレフはすぐさま「御愁傷様」と言い返した。1913年にディアギレフとロシア・バレエ団がウィーンを訪れた際、ウィーン・フィルハーモニー管弦楽団は、当初『ペトルーシュカ』を上演することを渋って、この楽曲を「いかがわしい音楽」（“schmutzige Musik”）と呼んだ。
音楽は、ハ長調と嬰ヘ長調を組み合わせた、いわゆる「ペトルーシュカ和音」が特徴的であり、複調性によってタイトルロールの登場を予告する。

## 作曲の経緯
『ペトルーシュカ』作曲の経緯は『自伝』ほかに書かれていてよく知られる。それによれば、『火の鳥』の次の作品として、ストラヴィンスキーは後に『春の祭典』として知られることになる作品を予定していたが、作曲の難航が予測されたため、その前にピアノと管弦楽による一種のコンツェルトシュテュックのような曲を書きはじめた。最初に思いついたのはピアノの悪魔的なアルペッジォと管弦楽の反撃による騒音であり、ストラヴィンスキーはこの曲の題を『ペトルーシュカ』と名づけた。この初期の版は1910年の8月から作曲された。
当時、ストラヴィンスキーは夫人が妊娠中であったためにブルターニュのラ・ボールに滞在していた。9月にスリマが生まれた後はスイスのヴォー州クラランスに移った。『春の祭典』の進行具合を知るために10月にディアギレフがスイスを訪れたとき、ストラヴィンスキーは「ペトルーシュカの叫び」（後の第2場）と「ロシアの踊り」の2曲を弾いて聞かせた。ディアギレフは驚いたが、すぐに新しい曲を気に入り、この曲を翌年のバレエ・リュスのためのバレエ曲とするように説得した。ディアギレフはすぐにサンクト・ペテルブルクのアレクサンドル・ベノワに台本を依頼する手紙を書いた。当時ベノワは『火の鳥』と同時に公演された『シェヘラザード』に関してディアギレフと喧嘩になり、二度とディアギレフの元では働かないと宣言していたが、子供の頃からの人形劇のファンであったため、その魅力的な申し出を断ることはできなかった。
ベノワとストラヴィンスキーは共同で話を作っていった。ベノワの貢献は非常に大きく、『ペトルーシュカ』の楽譜にはベノワの名前が共著者として上がっている。タラスキンによれば、謝肉祭と人形達の劇という二重構造を考えたのはベノワであり、またペトルーシュカ・バレリーナ・ムーア人という3人組を考えたのもベノワであって、これはベノワが子供のころに観たコンメディア・デッラルテのピエロ（ペドロリーノ）・コロンビーナ・アルレッキーノが元になっている。本来ロシアのペトルーシュカはピエロではなくむしろプルチネッラに由来する部分が大きかったが、この変更によってペトルーシュカは哀れなピエロに変化した。また、魔術師もベノワの考えによる。ストラヴィンスキー本人の証言ではベノワの役割が過小評価されているが、これはずっと後の1929年に、演奏会形式で『ペトルーシュカ』を演奏したときにベノワに著作料を払わずに済むようにストラヴィンスキーが裁判を起こしたことと関係する（結果は敗訴）。
1911年2月にストラヴィンスキーはニコチン中毒で倒れ、大幅に作曲の予定がくるった。「仮装した人々」から後の部分は4月になってバレエ・リュスが公演中のローマで作曲された。初演の数週間前になってようやく完成した。

## 初演

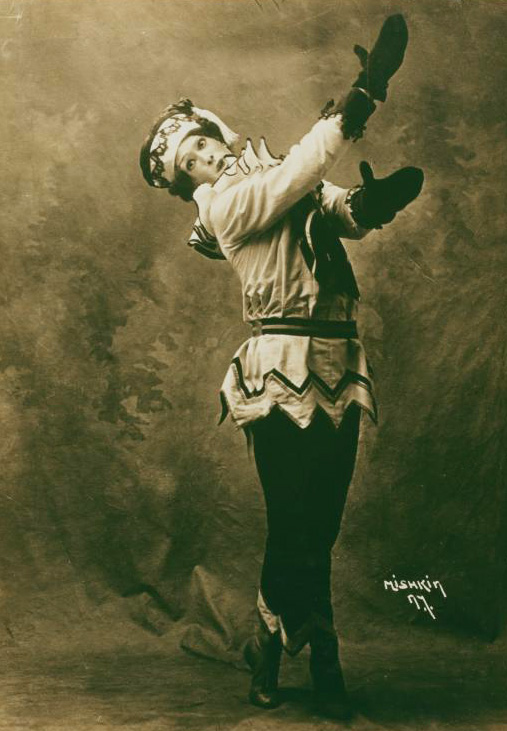
ペトルーシュカに扮したヴァーツラフ・ニジンスキー《1910～11年撮影》

『ペトルーシュカ』のバレエは1911年6月26日にパリのシャトレ座で初演された。この時のスタッフと配役は以下の通り。
- 振付：ミハイル・フォーキン
- 美術・衣装：アレクサンドル・ベノワ
- 指揮：ピエール・モントゥー
- ペトルーシュカ：ヴァーツラフ・ニジンスキー
- バレリーナ：タマーラ・カルサヴィナ
- ムーア人：アレクサンドル・オルロフ
- 魔術師：エンリコ・チェケッティ

管弦楽の日本初演は1937年4月21日に、東京の日比谷公会堂にて、ヨーゼフ・ローゼンシュトックと新交響楽団（現NHK交響楽団）によって行われた。またバレエの日本初演は1950年11月17日から27日まで東京の有楽座にて、小牧バレエ団により行われた。演出・振付・主演：小牧正英、バレリーナ：広瀬佐紀子・笹本公江、ムーア人：関直人、美術：三林亮太郎、衣裳：吉村倭一、照明：小川昇、舞台監督：池田義一、演奏：東宝交響楽団、指揮：マンフレート・グルリットと高田信一。

## 楽器編成

### 1911年版
4管編成と大きい編成だが、ティンパニが単純に書かれ、トランペットも少し活躍が少なく、地味な印象がある。
フルート4（ピッコロ2持ち替え）、オーボエ4（コーラングレ1持ち替え）、クラリネット4（バス・クラリネット1持ち替え）、ファゴット4（コントラファゴット1持ち替え）、ホルン4、トランペット2、コルネット2、トロンボーン3、テューバ1、ティンパニ、ハープ2、ピアノ、チェレスタ、大太鼓、シンバル、グロッケンシュピール、小太鼓、タンブリン、トライアングル、木琴、タムタム、弦五部、および舞台袖の小太鼓とタンブリン

### 1947年版
オーケストラを3管編成に縮小した改訂版。新古典主義に転じてからの編曲であるため、1911年版に比べてドライな印象を与えるがカラフルに聞こえる。
フルート3（ピッコロ1持ち替え）、オーボエ2、コーラングレ1、クラリネット3（バスクラリネット1持ち替え）、ファゴット2、コントラファゴット1、ホルン4、トランペット3、トロンボーン3、テューバ1、ティンパニ、ハープ1、ピアノ、チェレスタ、バスドラム、シンバル、スネアドラム、タンブリン、トライアングル、木琴、タムタム、弦五部
当初はピアノ協奏曲として着想されたため、とりわけ前半部分でピアノの活躍が目立っており、「ロシアの踊り」は特に有名である。
演奏会やバレエの伴奏は予算の関係や華やかさもあって3管編成版が良く取り上げられる。初演の時と同じように今日でも劇的なインパクトは新鮮さを失わず、聴衆にとっては非常に刺激的でわくわくさせられる作品である。

### 演奏時間
ドイツ初版の全156ページを採用したバレエ版の演奏時間は約35分であるが、150aページを採用した管弦楽版は30分ぐらいである。

## 場面構成
以下の4場に分けられる。
第1部：謝肉祭の市 Fête populaire de semaine grasse
- 導入 - 群集 Début - Les foules
- 人形使いの見世物小屋 La baraque du charlatan
- ロシアの踊り Danse russe

第2部：ペトルーシュカの部屋
- ペトルーシュカの部屋 Chez Pétrouchka

第3部：ムーア人の部屋 Chez le Maure
- ムーア人の部屋 Chez le Maure
- バレリーナの踊り Danse de la Ballerine
- ワルツ（バレリーナとムーア人の踊り） Valse: La Ballerine et le Maure

第4部：謝肉祭の市（夕景） Fête populaire de semaine grasse (vers le soir)
- 乳母の踊り Danse de nournous
- 熊を連れた農夫の踊り Danse du paysan et de l'ours
- 行商人と二人のジプシー娘 Un marchand fêtard avec deux tziganes
- 馭者と馬丁たちの踊り Danse des cochers et des palefreniers
- 仮装した人々 Les déguisés
- 格闘（ペトルーシュカとムーア人の喧嘩） La rixe: Le Maure et Pétrouchka
- 終景：ペトルーシュカの死 ― Fin : La mort de Pétrouchka -
- 警官と人形使い ― La police et le chartatan
- ペトルーシュカの亡霊 Apparition du double de Pétrouchka

補足
- この作品は不気味な静寂で終結することから、「仮装した人々」から「格闘」に入るところで終了する演奏会用エンディングも用意されているが、演奏会形式でも「ペトルーシュカの亡霊」まで演奏されることも多い。
- 各場面は場面転換の雑音を打ち消すためにけたたましい太鼓連打で転換する。これに関しても、演奏会では第2部の冒頭の太鼓連打がカットされるなどの変更がある。

## あらすじ

### 第1場
1830年代のサンクト・ペテルブルク海軍広場。謝肉祭後半(Широкая масленица)の市場によって舞台が始まる。
オーケストレーションと頻繁なリズムの変更は、祭日の喧騒とざわめきを描写している。手回しオルガン奏者と踊り子が群衆を楽しませている。ドラムは老魔術師のお出ましを告げ、魔術師が観衆に魔法をかける。突然に幕が開いて小劇場が現われ、魔術師が動かない、命のない3つのパペット――ペトルーシュカ、バレリーナ、荒くれ者のムーア人――を取り出す。魔術師は横笛を吹いて魔法をかける。命を与えられたパペットたちは、小さな舞台から飛び出して、ぎょっとしている市場の通行人の中で踊り出す。今や生きた人形たちは、激しいロシア舞曲を踊る。

### 第2場

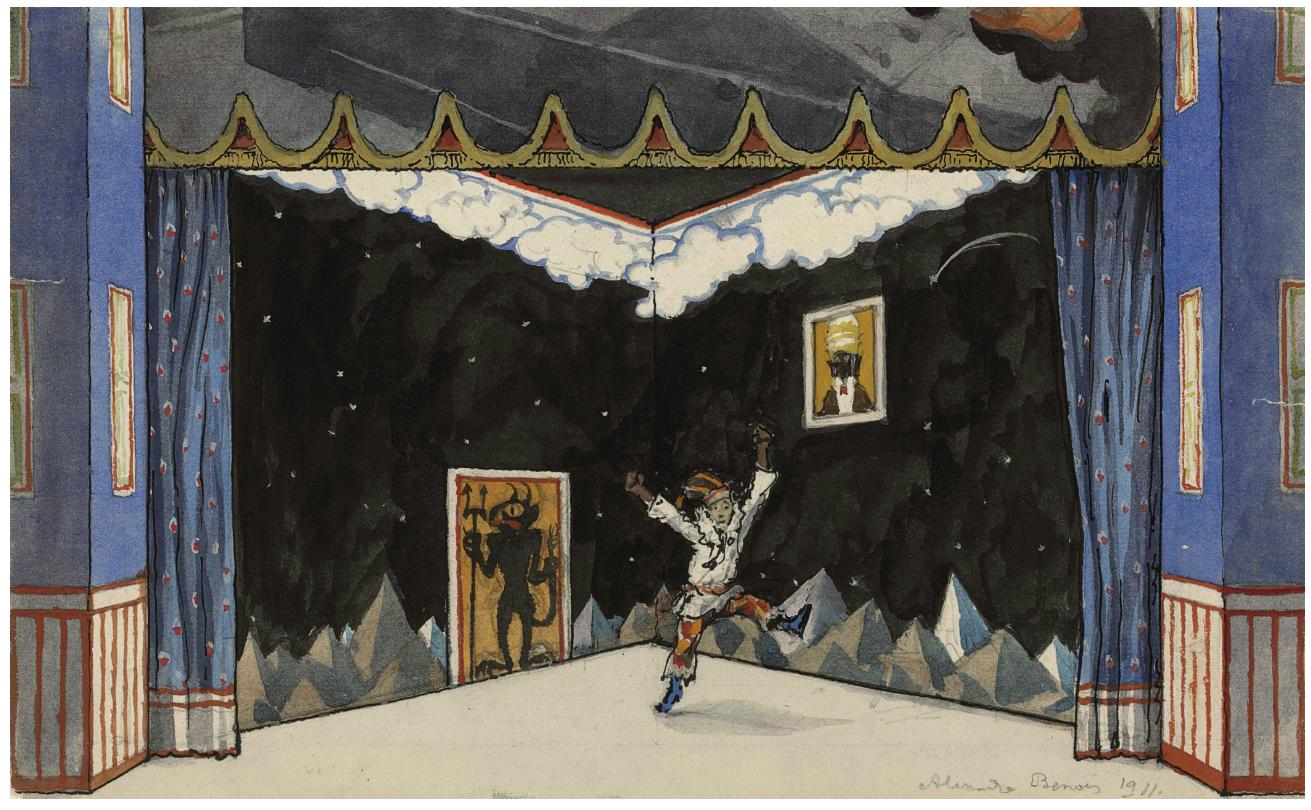
ペトルーシュカの部屋《1911年、アレクサンドル・ベノワ画》

ペトルーシュカの部屋になる。一面暗い色をした壁は、黒い星印や半月、老魔術師の肖像が飾られている。ペトルーシュカは、自分の小部屋に音を立ててぶつかり、魔術師に蹴飛ばされて暗い部屋の中に入る。
ペトルーシュカは見世物小屋の幕の陰で気の滅入るような生活を送りながら、バレリーナ人形に思いを寄せている。むっつりとした表情の魔術師の肖像画が、ぼんやりと浮き上がって見える。まるで、ペトルーシュカはただの人形で、人間と同じでないのだから、従順で謙抑であるべきだとでも言いたげに。だがペトルーシュカは腹を立て、魔術師のにらみ顔に拳を食らわす。
ペトルーシュカは人形だが、人間的な感情があり、老魔術師に対しては囚人のような気持ちを、美人のバレリーナには恋心を抱いている。ペトルーシュカは自分の小部屋から逃げ出そうとするが果たせない。
バレリーナが入って来る。ペトルーシュカは思いを告げようとするが、バレリーナはペトルーシュカの哀れっぽい口説き文句をはねつける。ペトルーシュカは魔術師につれなく扱われると、バレリーナはムーア人といちゃつき始め、哀れなペトルーシュカの感じやすい心を打ちのめす。

### 第3場

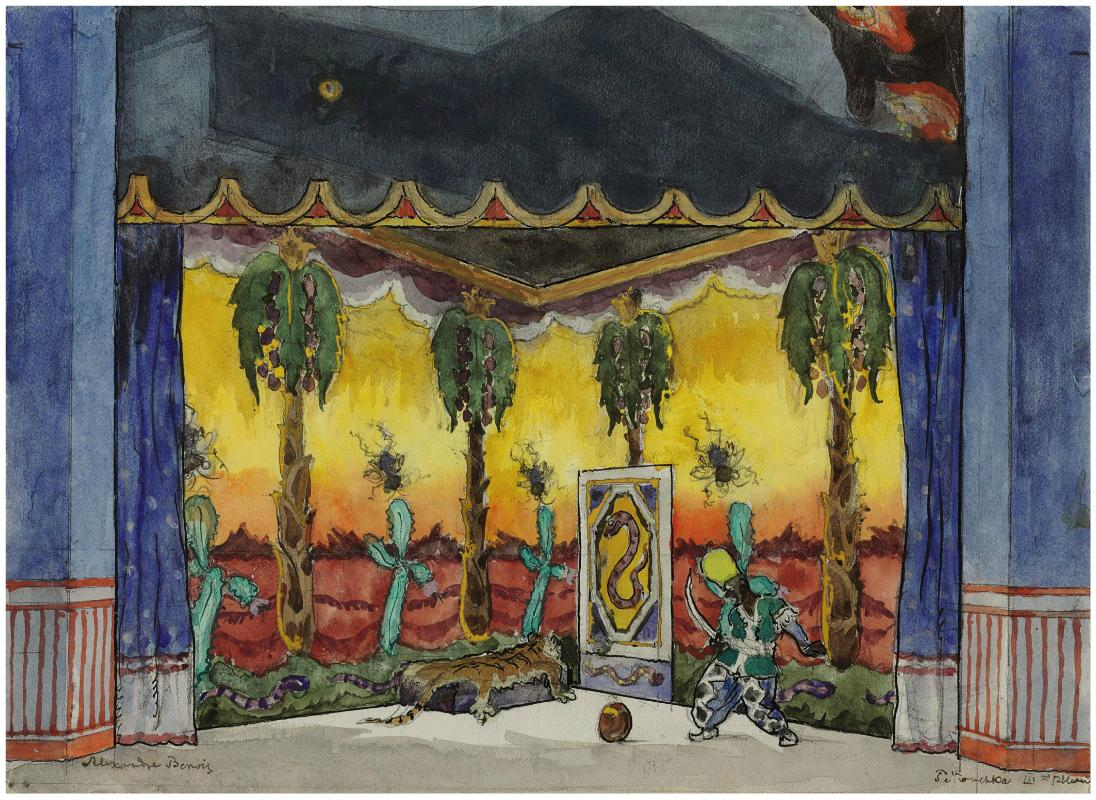
ムーア人の部屋《1911年、アレクサンドル・ベノワ画》

派手に飾り立てられたムーア人の部屋。一瞥するだにムーア人が快適な暮らしを送っていると容易に察せられる。ムーア人は寝そべるためのソファを持ち、そこでココナッツを玩んでいる。ムーア人の部屋ははるかに広々としており、明るい色調は愉快で豪奢な気分を盛り立てる。主な色使いは赤、緑、青で、ウサギやヤシ林、異国の花々が壁を飾り、床は赤い。ムーア人は、ペトルーシュカと違って、贅沢三昧の部屋で楽しくヴァカンスを過ごしている。
すると、ムーア人のスマートな見た目に惹かれたバレリーナが登場し、魔術師によってムーア人の部屋の中に入れられる。バレリーナが小粋なふしを奏でると、ムーア人が踊り出す。
ペトルーシュカは、とうとう小部屋を破り抜け、ムーア人の部屋に向かって行く。魔術師はペトルーシュカに、バレリーナの誘惑を邪魔させる。ペトルーシュカはムーア人に体当たりするが、自分が小柄で弱いことを思い知らされるだけだった。ムーア人はペトルーシュカを打ち負かしただけでは満足せずに、ペトルーシュカを追い廻し、ペトルーシュカは命からがらその部屋から逃げ出して行く。

### 第4場（終幕）
再び市場の場面、行き交う人々。オーケストラは巨大なアコーディオンと化し、色とりどりの舞曲を導き出す。中でも最も有名なのは、ロシア民謡「ピーテル街道に沿って (Вдоль по Питерской)」に基づく最初の舞曲、《乳母たちの舞曲》である。そして熊と熊使い、遊び人の商人とジプシー娘たち、馭者と馬丁たち、そして仮装した人々が交互に現われる。
お祭り騒ぎが頂点に達し（かなり時間が経ってから）、人形劇場から叫び声が上がる。突然ペトルーシュカが、刃物を手にしたムーア人に追い立てられて、舞台を走りぬける。ムーア人がペトルーシュカに追いついて斬殺すると、人だかりが凍りつく（ここでムーア人は、人の心の苦しみに無常で冷淡な世間の暗喩となる）。
市場の警官は老魔術師を尋問し、ペトルーシュカの遺体のおがくずを振って取り出し、ペトルーシュカがただのパペットであるとみんなを納得させ、平静を取り戻してはどうかともちかける。
夜の帳が降りて群集も掻き消え、魔術師はぐにゃぐにゃしたペトルーシュカのむくろを担ぎながら去ろうとすると、ペトルーシュカの死霊が人形劇場の屋根の上に現われ、ペトルーシュカの雄叫びは、いまや怒りに満ちた抗議となる。ただ独り取り残された老魔術師は、ペトルーシュカの亡霊を目の当たりにして、恐れをなす。魔術師は慌てて逃げ出し、わが身の不安を感じて怯えた表情を浮かべる。場内は静まり返り、聴衆に謎を残したまま閉幕となる。

## 引用曲
『ペトルーシュカ』は民謡その他からの引用が非常に多いことで知られる。タラスキンは15曲をあげている。その多くはロシア民謡だが、ほかにヨーゼフ・ランナーのワルツが2曲と、サラ・ベルナールの足について歌ったエミール・スペンサー（1859年-1921年）の「彼女の足は木製」(La jambe en bois)が含まれる。最後の曲は著作権が切れておらず（1971年まで有効）、『ペトルーシュカ』の演奏のたびに著作料をスペンサー（及び遺族）に払うはめになった。

## 編曲
ストラヴィンスキーによる4手ピアノ用のピアノ・リダクションが存在する。
1921年にアルトゥール・ルービンシュタインの依頼により、ストラヴィンスキーは「ロシアの踊り」を含むピアノ曲《ペトルーシュカからの3楽章》に編曲した。このピアノ編曲は極めて演奏困難なことで知られ、非常に癖のあるテクニックを多用することで有名。コンクールでもしばしばとりあげられる。
1932年に「ロシアの踊り」がヴァイオリンとピアノ用に編曲された（サミュエル・ドゥシュキンと共同で編曲）。

### 作曲者以外による編曲
- ラリー・コリエルによるギター独奏版